# Histoire des Juifs en Chine
 (février 2012).
Si vous disposez d'ouvrages ou d'articles de référence ou si vous connaissez des sites web de qualité traitant du thème abordé ici, merci de compléter l'article en donnant les références utiles à sa vérifiabilité et en les liant à la section « Notes et références ».

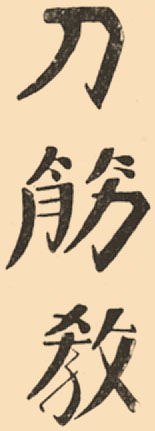
Nom des Juifs en chinois.

La présence juive en Chine est mal connue mais est attestée à différentes époques, le plus souvent par des missionnaires chrétiens qui se font témoins de leurs mœurs et croyances, et tentent à l’occasion de les évangéliser. 
Matteo Ricci (1552-1610) décrit ainsi une communauté à Kaifeng, probablement fondée par des marchands sur la route de la soie. Initialement prospère, elle connaît un lent déclin et s’éteint, bien que les descendants des anciens membres de cette communauté gardent le souvenir de leurs origines. 
Une seconde vague a lieu dans le sillage de la colonisation anglaise, bientôt suivie d’un afflux de réfugiés d’Europe de l’Est, lors de la montée de l'antisémitisme durant la première moitié du XXe siècle.

## Premières communautés juives en Chine

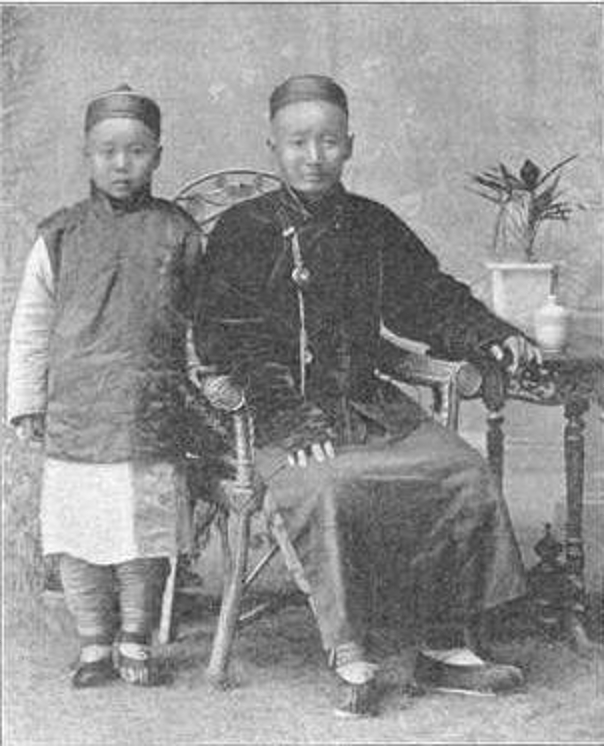
Juifs de Chine, vers le début du XXe siècle.

Des Juifs étaient déjà présents depuis plusieurs siècles avant que n'en arrivent d'autres au XXe siècle, c'est notamment le cas des Juifs de Kaifeng. Marchands et voyageurs perses, juifs et arabes. 
Stanislas d'Escayrac de Lauture : « Les juifs ont paru en Chine sous la dynastie des Han, peut-être avant Jésus-Christ, plus probablement au premier siècle de notre ère, sous Han Mingdi, entre les années 58 et 75 après Jésus-Christ. On croit qu'ils venaient de la Perse, à laquelle il semblaient avoir emprunté quelques termes et quelques usages, et qu'ils avaient séjourné assez longtemps à Samarcande ».

### Origines

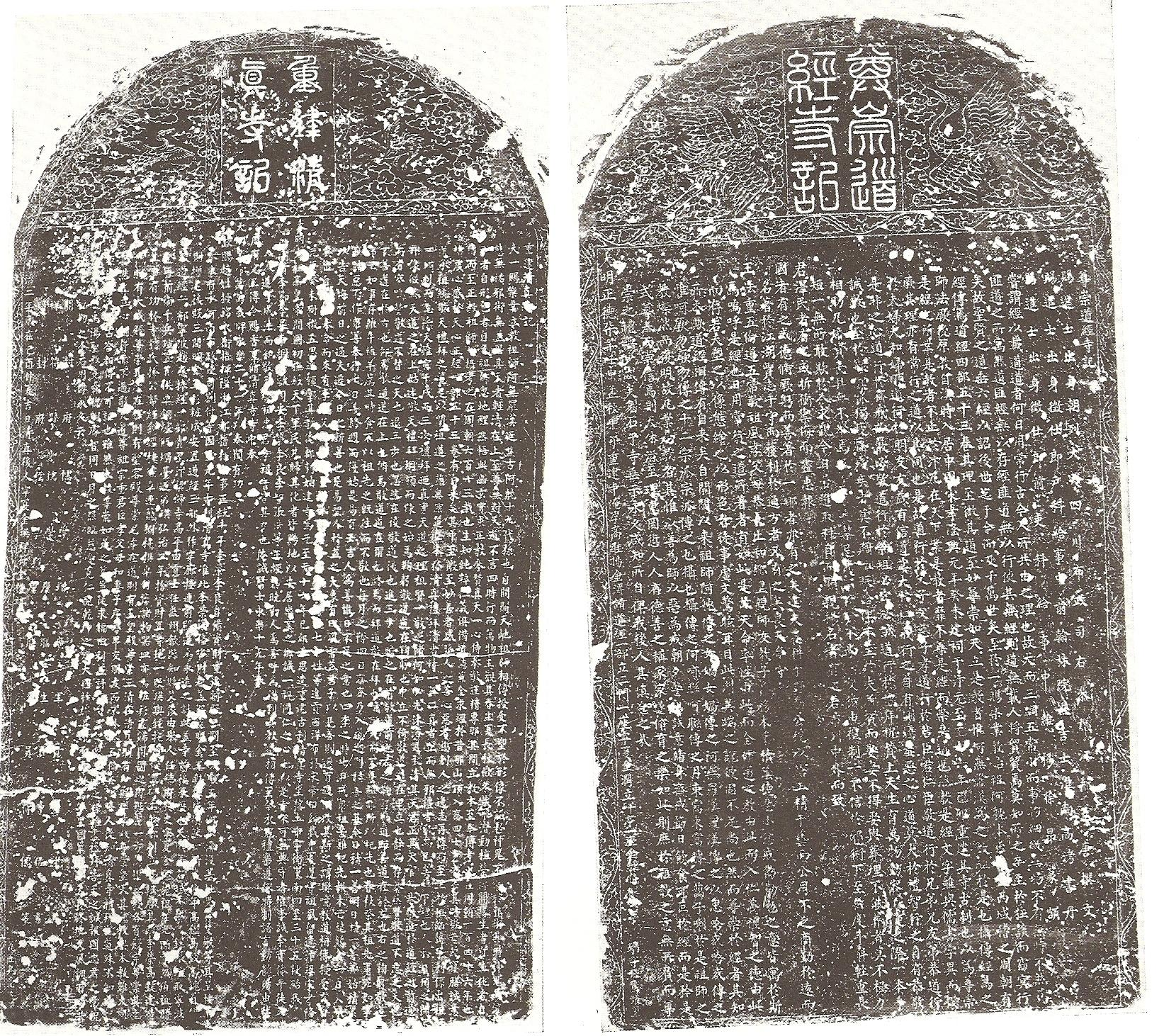
Inscriptions juives sur pierre, Kaifeng, XVIIIe siècle.

Tribus perdues d'Israël, émissaires du roi Salomon en quête de matériaux précieux pour la construction du Temple de Jérusalem : les légendes abondent à propos de leurs origines. La plus mystérieuse et paradoxalement la plus connue de ces communautés est sans conteste celle de Kaifeng, sans doute parce que c'est celle qui a duré le plus longtemps dans l'Histoire, et ce malgré son isolement.

## Les Juifs de Kaifeng

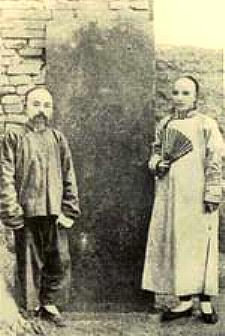
Couple juif de Kaifeng posant de part et d'autre d'une tablette murale, 1907.

On doit la plupart des informations sur les juifs vivant en Chine au XVIIIe siècle au père jésuite Jean Domenge. À la grande surprise et déception des savants chrétiens, il constate que les textes de Kaifeng, exempts de toute influence talmudique — supposée avoir corrompu le texte original —, ne diffèrent guère de la Bible d'Amsterdam.
La théorie généralement admise est que les Juifs de Kaifeng seraient arrivés en Chine au IXe siècle par la route de la soie, en venant de Perse ou d'Inde en passant par l'Afghanistan. Ils se seraient alors installés à Kaifeng, capitale de la dynastie Song (907-1279) qui régnait alors sur l'Empire du milieu.
Ils vécurent dans l'isolement le plus total, cultivant un judaïsme particulier car écarté de l'influence des Rabbins d'Occident et fortement empreint de Confucianisme, jusqu'au XVIe siècle, où l'un d'eux, n'ayant jamais entendu parler du christianisme, entra en contact avec le père jésuite Matteo Ricci, venu évangéliser la Chine, qu'il prenait pour un coreligionnaire, ayant cru que la Vierge à l'enfant représentait Rebecca portant Jacob. C'est la découverte des Juifs de Chine par l'Occident. En 1704 puis en 1718, deux Jésuites Gianpaolo Gozani puis Jean Domenge visitent la synagogue de Kaifeng.
Après la destruction de la dernière synagogue, lors d'une inondation en 1849 puis le décès du dernier rabbin, la communauté juive chinoise perd progressivement toute cohésion. Elle est considérée comme ayant disparu au début du XXe siècle en tant que communauté religieuse organisée. Les mariages entre hommes juifs et femmes chinoises étaient autorisés (mais non entre hommes chinois et femmes juives) ; ce métissage explique les traits asiatiques des Juifs de Chine photographiés à partir de la fin du XIXe siècle.
Le sinologue français Paul Pelliot, qui avait découvert en 1908 un manuscrit en hébreu dans les grottes de Dunhuang, publie, en 1921, un article sur les Juifs de Kaifeng dans la revue T'oung Pao, référence en sinologie à l'époque.
De toutes les communautés juives ayant pu exister en Chine, seule celle de Kaifeng a laissé des traces historiques, non seulement dans des archives mais également sur des monuments, en particulier des tablettes de pierre remontant au XVe siècle.

### De nos jours

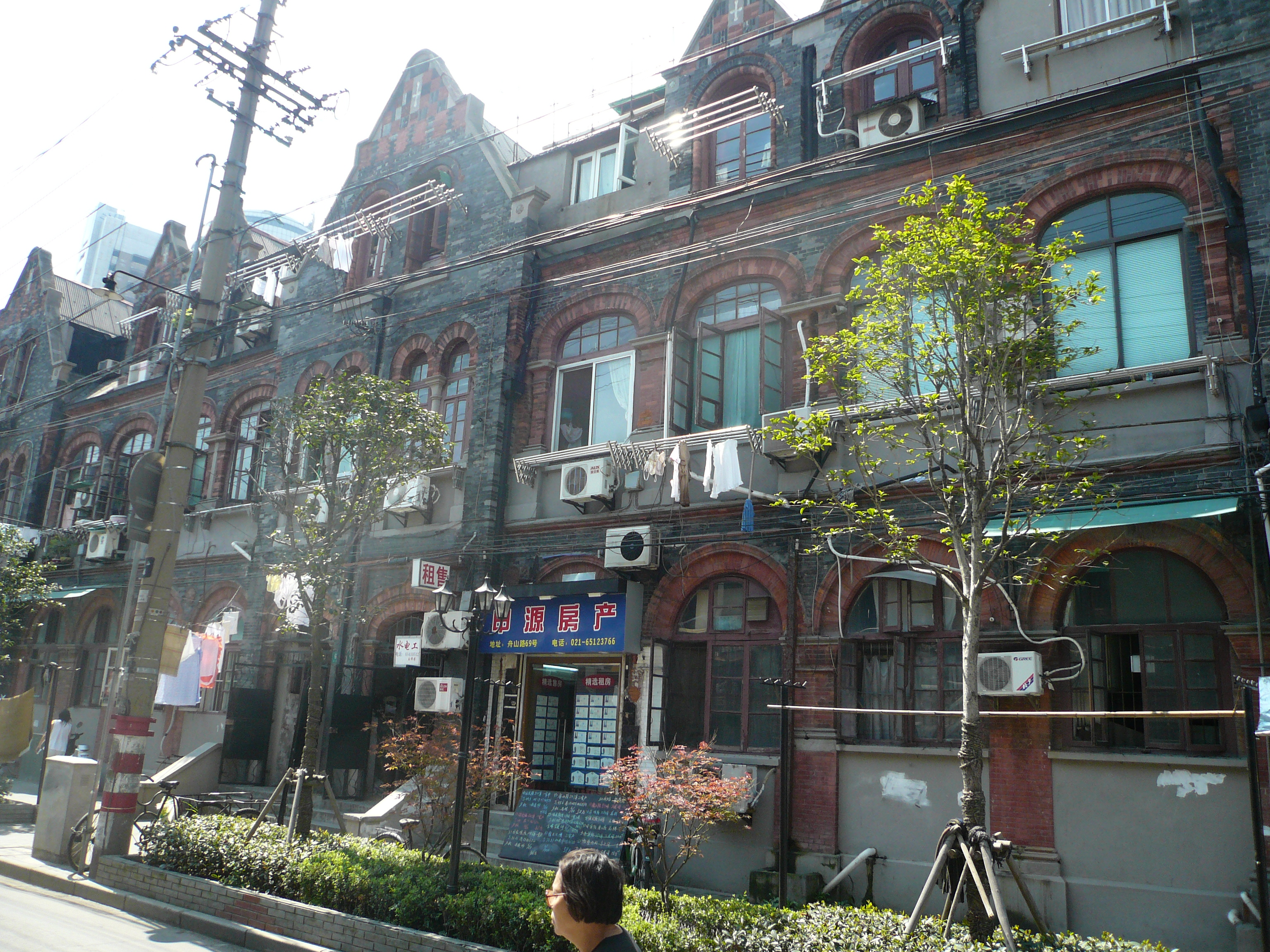
Vieux ghetto de Shangaï.

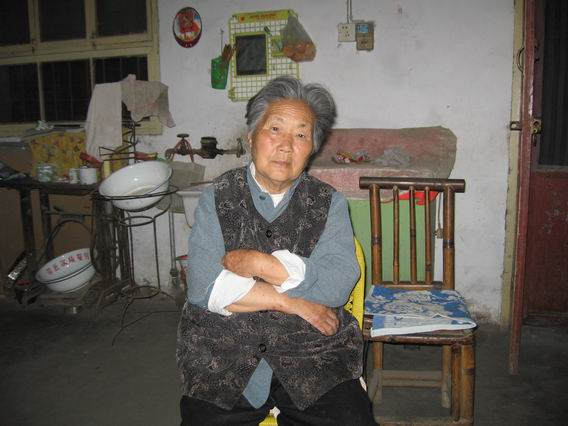
Membre du groupe juif Zhao à Kaifeng, 2005.

Aujourd'hui, il ne resterait plus qu'environ 600 de ces Juifs à travers la République populaire de Chine, habitant encore principalement la ville de Kaifeng. Le statut de minorité ne leur ayant pas été reconnu, ils sont à la recherche de leur identité, alors même que le gouvernement leur demande de se déclarer Hui (Chinois musulmans) ou Han (Chinois).
Sans textes religieux juifs d'origine chinoise ni vraie connaissance du judaïsme, ils s'appuient sur des traditions familiales et sur l'aide de Juifs étrangers pour essayer de retrouver leurs racines religieuses.
Quelques-uns ont entrepris d'émigrer vers Israël, dans le cadre de leur entreprise de retour au judaïsme.

### Autres implantations anciennes
Des communautés ont existé à Hangzhou, Ningbo, Pékin, Nankin, Luoyang, Xi'an, Quanzhou, Guangzhou (Canton).

## Les Juifs des Concessions

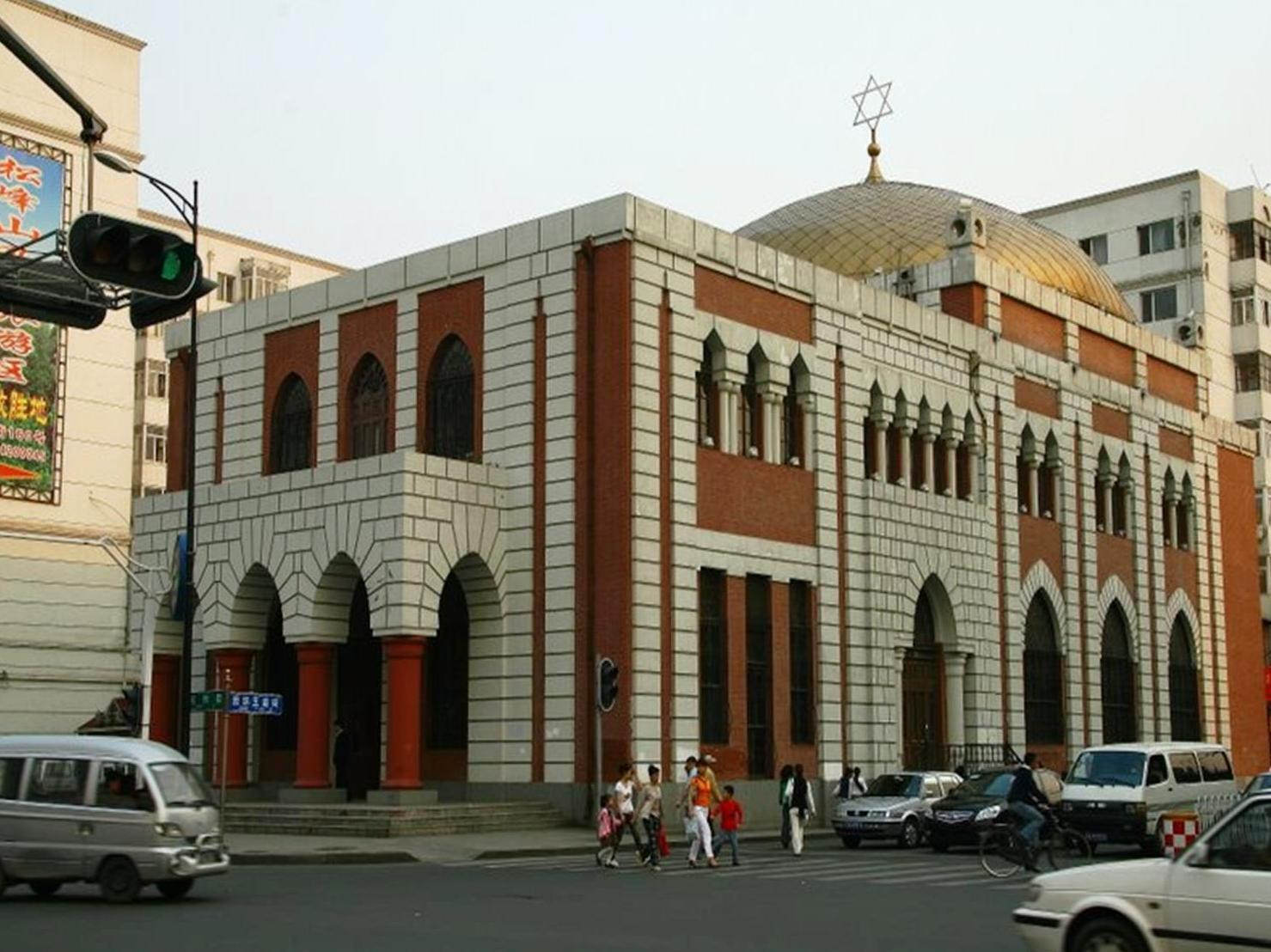
La synagogue de Harbin.

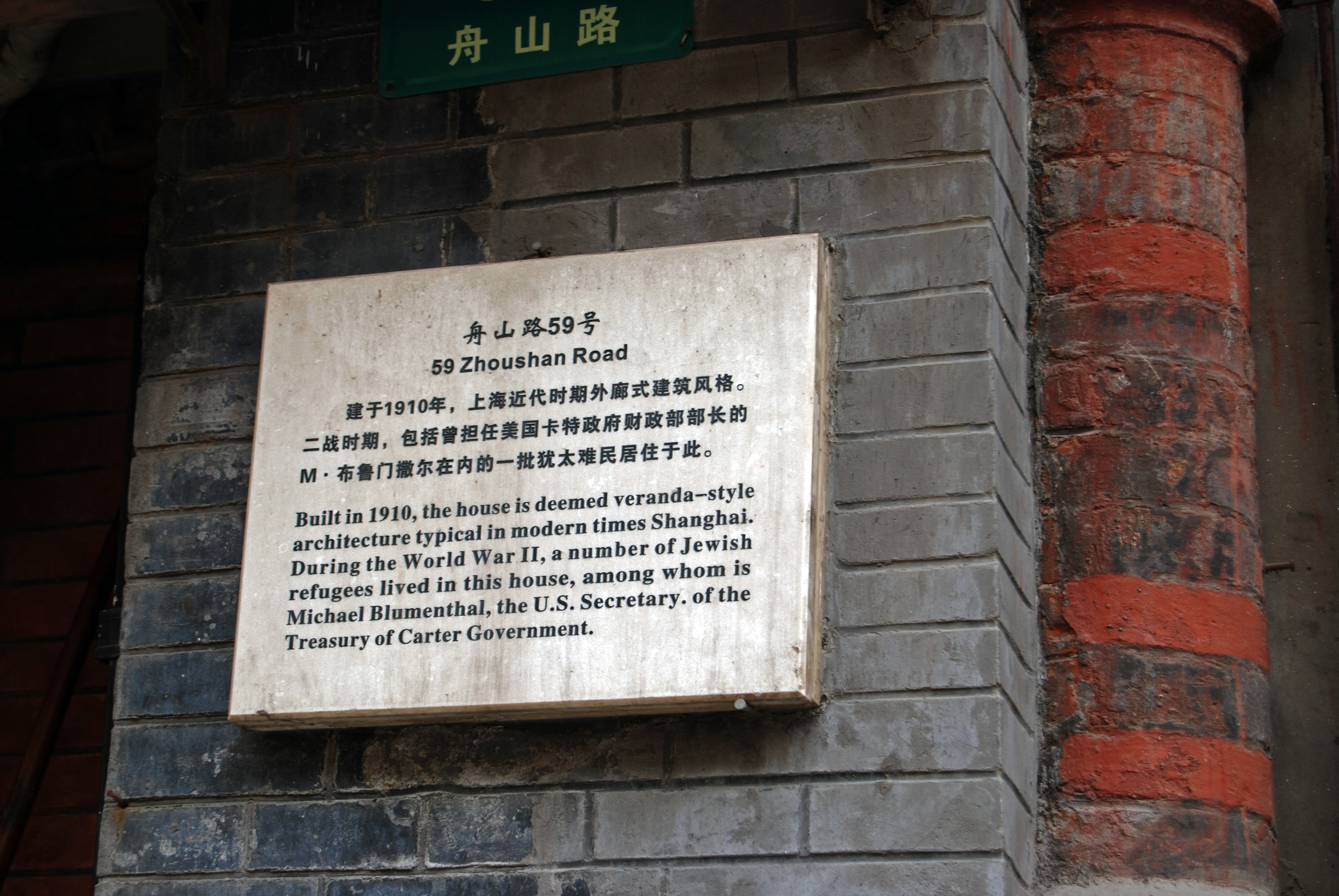
Plaque sur la maison où se réfugièrent des Juifs de Shangaï durant la Seconde Guerre mondiale.

Parmi les commerçants et entrepreneurs occidentaux qui se sont installés dans les ports de Chine ouverts au commerce international dès les années 1840, il y avait des Juifs. 
Le nom symbolique de cette démarche est celui des Sassoon installés à Shanghai avec Elias David Sassoon (1818-1896) dès 1844, et Victor Sassoon (1881-1961), qui construisit l'actuel Peace Hotel sur le Bund. Ils ont joué un rôle majeur dans le développement économique de Shanghai. Leur nombre était évalué à 10 000 environ en 1930. Ces communautés ont disparu au moment du départ de tous les étrangers des anciennes concessions en 1949 et 1950. Le sort de la communauté juive de Tianjin est illustré par la grande synagogue de Nanjing Lu, dans la concession britannique. Cette synagogue inaugurée en 1938, fermée en 1950, a été restaurée, mais pas rouverte, en 2008.

## AuXXesiècle

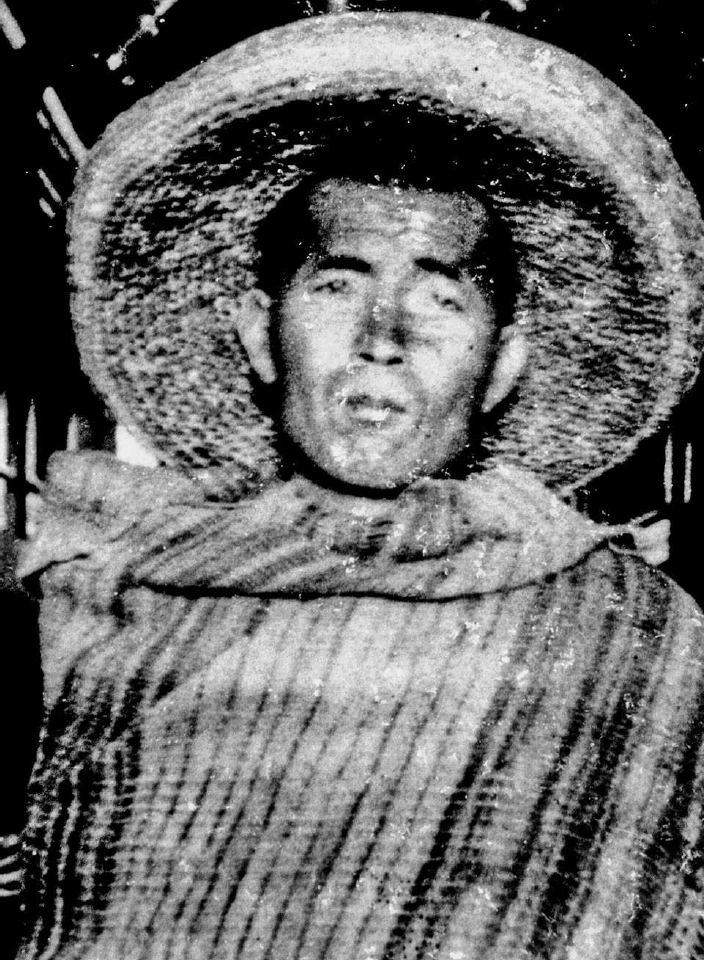
Juif Sing du Mexique, expulsé des États-Unis pour avoir une ascendance chinoise (1905).

En 1906, des Juifs russes qui fuyaient les troubles intérieurs de la Russie se sont installés à Harbin en Mandchourie. La plupart sont partis à Shanghai à l'arrivée des Japonais.

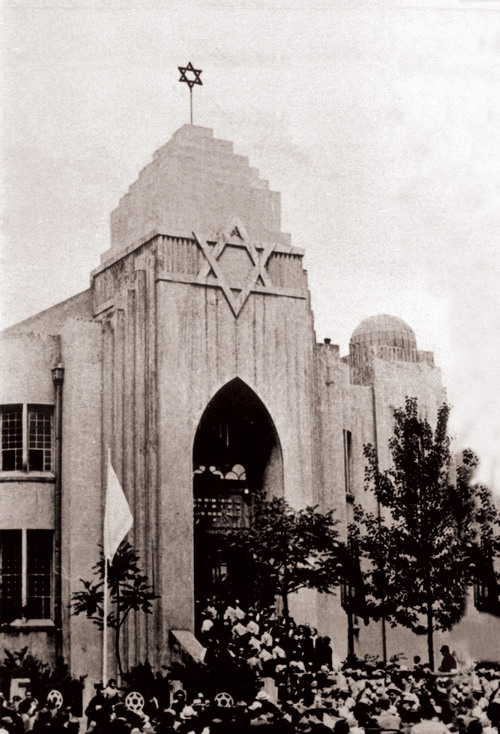
La synagogue de Tianjin lors de la proclamation de l'État d'Israël en 1948.

À la déclaration de la Seconde Guerre mondiale, quand les Juifs fuyaient l'Europe à la recherche d'une terre hospitalière, la Chine les accueillit sans rechigner. Une vingtaine de milliers de réfugiés d'Autriche, de Pologne, de Russie s'installèrent ainsi dans le district de Hongkou, dans la municipalité de Shanghai. Hongkou était pauvre mais accueillit les Juifs. Le plus paradoxal est que certains des visas accordés aux Juifs le furent par un officier consulaire japonais Chiune Sugihara , qui ne tint pas compte des ordres de son ministère. Les réfugiés arrivèrent donc à Kobe, au Japon. Quand les Japonais entreprirent l'attaque de Pearl Harbor, ils déportèrent ces réfugiés dans des territoires alors sous contrôle japonais, tels que Hongkou.
En 1948, l'écrivain américaine Pearl Buck s'est inspirée des Juifs de Kaifeng pour son roman Pivoine (Peony).
Après que la bande des Quatre a perdu le pouvoir et que Deng Xiaoping a institué la réforme de la « porte ouverte »  se crée aux États-Unis l'Institut sino-judaïque (ISJ), la seule organisation non-gouvernementale dont le but soit uniquement l'étude de la vie juive en Chine.

## AuXXIesiècle

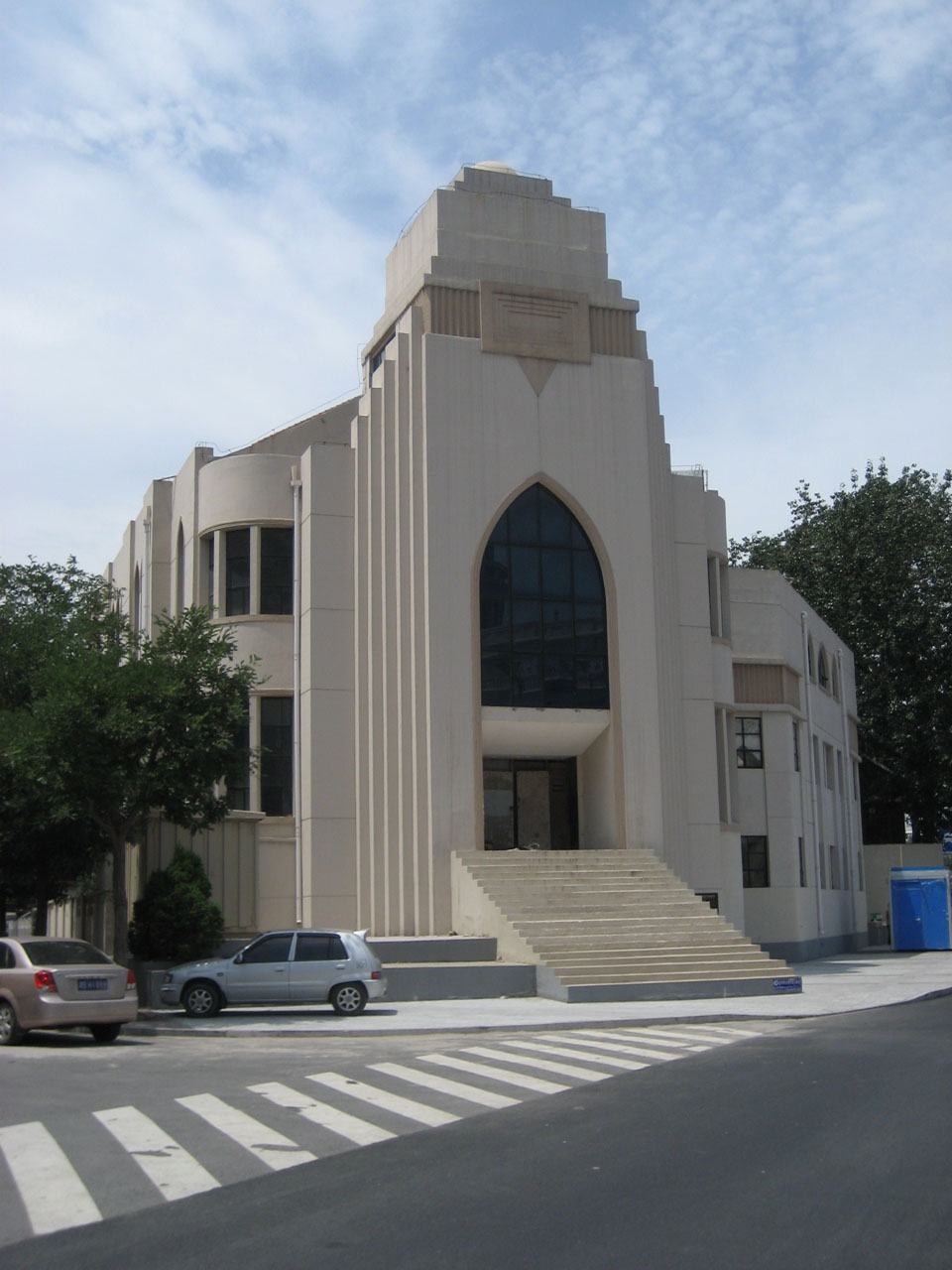
La synagogue de Tianjin a perdu ses signes extérieurs en 2008.

À l'initiative de l'Institut sino-judaïque, un centre communautaire, proposant des cours d'hébreu et l'apprentissage des traditions juives, essaye de s'établir à Kai-Feng ainsi qu'une école juive. Des expositions sont organisées. La construction d'une nouvelle synagogue est même autorisée. Mais en février 2018, le Parti communiste chinois met en application la nouvelle réglementation sur les affaires religieuses qui interdit la domination étrangère des associations religieuses. Ces projets sont interrompus et la communauté juive subit des persécutions de la part des autorités.